# Rörtjärnen (Revsunds socken, Jämtland)
Rörtjärnen är en sjö i Bräcke kommun i Jämtland och ingår i Ljungans huvudavrinningsområde.